# Brookline (Massachusetts)
Brookline é uma vila localizada no condado de Norfolk no estado estadounidense de Massachusetts. No Censo de 2010 tinha uma população de 58.732 habitantes e uma densidade populacional de 3.328,42 pessoas por km².
Brookline faz fronteira com Newton (parte do condado de Middlesex) ao oeste e Boston (parte do condado de Suffolk) ao este, norte, sul, noroeste e sudoeste, portanto, são não contíguos com qualquer outra parte do condado de Norfolk. Brookline converteu-se num enclave em 1873 quando o assentamento vizinho de West Roxbury foi anexado por Boston (e deixou o condado de Norfolk para se unir o condado de Suffolk) mas em Brookline se negaram a ser anexados por Boston após que o debate sobre a anexação Brookline de Boston de 1873.
Brookline realmente separa a maior parte da cidade de Boston (a excepção de um estreito corredor, cerca do rio Charles) dos seus bairros mais ocidental de Allston-Brighton, que tinha sido separada da cidade de Brighton.[carece de fontes?]

## História
Uma vez parte do território algonquina, Brookline foi colonizada por colonos europeus no século XVII. A área era uma parte periférica do assentamento colonial de Boston e conhecida como a aldeia de Rio Muddy. Em 1705, incorporou-se como cidade independente de Brookline. As fronteiras norte e sul da cidade foram marcados por dois pequenos rios ou arroios, daí o nome. A fronteira norte com Brighton (que a sua vez era parte de Cambridge até 1807) foi Eperlano Brook. (Esse nome aparece nos mapas de partida pelo menos desde 1852, mas em algum momento entre 1888 e 1925 o arroio foi coberto.) A fronteira sul, que linda Boston, foi o rio Muddy.
A cidade de Brighton fundiu-se com Boston em 1874, e a fronteira de Boston-Brookline volta-se a desenhar para ligar o novo bairro de Bay com Allston-Brighton. Isto criou uma estreita faixa de terra ao longo do rio Charles pertencentes a Boston, Brookline corre fora da costa. Também pôs certas terras ao norte do rio Muddy no lado de Boston, incluindo o que agora são Kenmore Square e Rincon Packard. A fronteira norte segue em curso a avenida Commonwealth, e no nordeste, a rua Santa Maria. Quando o colar de esmeralda de parques e avenidas se desenhou para Boston por Frederick Law Olmsted na década de 1890, o rio Muddy foi integrado no Parque Riverway e Olmsted, a criação de zonas verdes de acesso tanto pelos residentes de Boston e Brookline.
Ao longo de sua história, Brookline resistiu a ser absorvida por Boston, em particular pelo que o debate sobre a anexação Brookline de Boston de 1873 se decidiu em favor da independência. As cidades vizinhas de West Roxbury e Hyde Park Brookline relacionada com o resto do condado de Norfolk até que foram anexados por Boston em 1874 e 1912, respectivamente, de pôr no condado de Suffolk. Brookline agora está separado do resto do condado de Norfolk.

## Geografia
Brookline encontra-se localizado nas coordenadas 42° 19′ 26″ N, 71° 08′ 31″ O. Segundo o Departamento do Censo dos Estados Unidos, Brookline tem uma superfície total de 17.65 km², da qual 17.48 km² correspondem a terra firme e (0.92%) 0.16 km² é água.

## Demografia
Segundo o censo de 2010, tinha 58.732 pessoas residindo em Brookline. A densidade populacional era de 3.328,42 hab./km². Dos 58.732 habitantes, Brookline estava composto pelo 76.65% brancos, o 3.37% eram afroamericanos, o 0.11% eram amerindios, o 15.64% eram asiáticos, o 0.02% eram insulares do Pacífico, o 1.24% eram de outras raças e o 2.97% pertenciam a duas ou mais raças. Do total da população o 5.05% eram hispanos ou latinos de qualquer raça.

## Lista de marcos
A relação a seguir lista as entradas do Registro Nacional de Lugares Históricos em Brookline. Aquelas marcadas com ‡ também são um Marco Histórico Nacional.
| - Alfred Douglass House - Arcade Building - Beacon Street Historic District - Beaconsfield Terraces Historic District - Benjamin White House - Brandegee Estate - Brookline Town Green Historic District - Brookline Village Commercial District - Building at 30-34 Station Street - Candler Cottage - Charles Heath House - Chestnut Hill Historic Distric - Cottage Farm Historic District - Cypress-Emerson Historic District - Dr. Tappan Eustis Francis House - Ebenezer Heath House - Edward Devotion House - Eliphalet Spurr House - Emmett Cottage - Fernwood - Fire Station No. 7 - Fisher Hill Historic District - Fisher Hill Reservoir and Gatehouse - Frederick Law Olmsted House, National Historic Site‡ - Gen. Simon Elliot House - George R. Minot House‡ - Ginery Twitchell House - Graffam Development Historic District - Green Hill Historic District - Hammond Pond Parkway - Holyhood Cemetery - Hotel Adelaide - Hotel Kempsford - House at 105 Marion Street - House at 12 Linden Street - House at 12 Vernon Street - House at 12-16 Corey Road - House at 155 Reservoir - House at 156 Mason Terrace - House at 19 Linden Street - House at 25 Stanton Road - House at 38-40 Webster Place - House at 4 Perry Street - House at 44 Linden Street - House at 44 Stanton Road - House at 5 Lincoln Road - House at 53 Linden Street - House at 83 Penniman Place | - House at 89 Rawson Road and 86 Colburne Crescent - House at 9 Linden Street - Houses at 76-96 Harvard Avenue - Isaac Child House - James H. Standish House - John Fitzgerald Kennedy National Historic Site‡ - John Goddard House - John Harris House and Farm - Kilsyth Terrace - Larz Anderson Park Historic District - Lewis Cabot Estate - Linden Park - Linden Square - Longwood Historic District - Lynch-O'Gorman House - Milestone - Olmsted Park System - Paine Estate - Perkins Estate - Peter Fuller Building - Pill Hill Historic District - Reservoir Park - Rev. John Orrock House - Richmond Court - Ritchie Building - Robert S. Davis House - Roughwood - Saint Aidan's Church and Rectory - Saint Mary of the Assumption Church, Rectory, School and Convent - Saint Paul's Church, Chapel, and Parish House - Saint Paul's Rectory - Sargent's Pond - Second Unitarian Church - St. Mark's Methodist Church - Strathmore Road Historic District - Thaddeus Jackson House - The Dutch House - Thomas Aspinwall Davis House - Timothy Corey House No. 1 - Timothy Corey House No. 2 - Town Stable - Walnut Hills Cemetery - West Roxbury Parkway, Metropolitan Park System of Greater Boston - White Place Historic District - William F. Tuckerman House - William Ingersoll Bowditch House - William Murphy House - Winand Toussaint House |